# Geomag

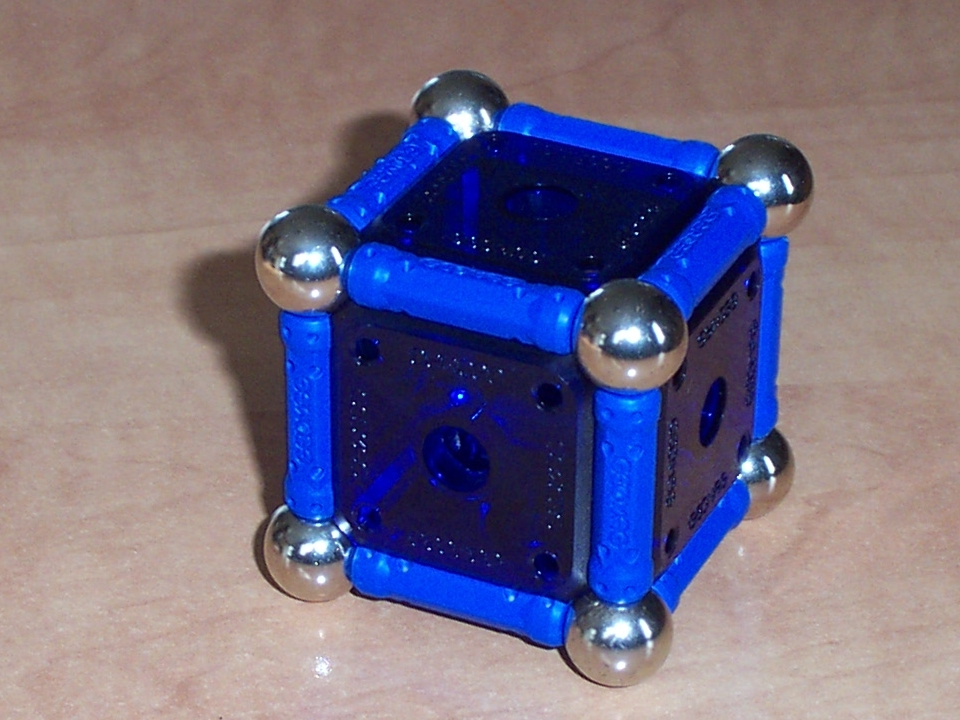
Un cube avec des panneaux.

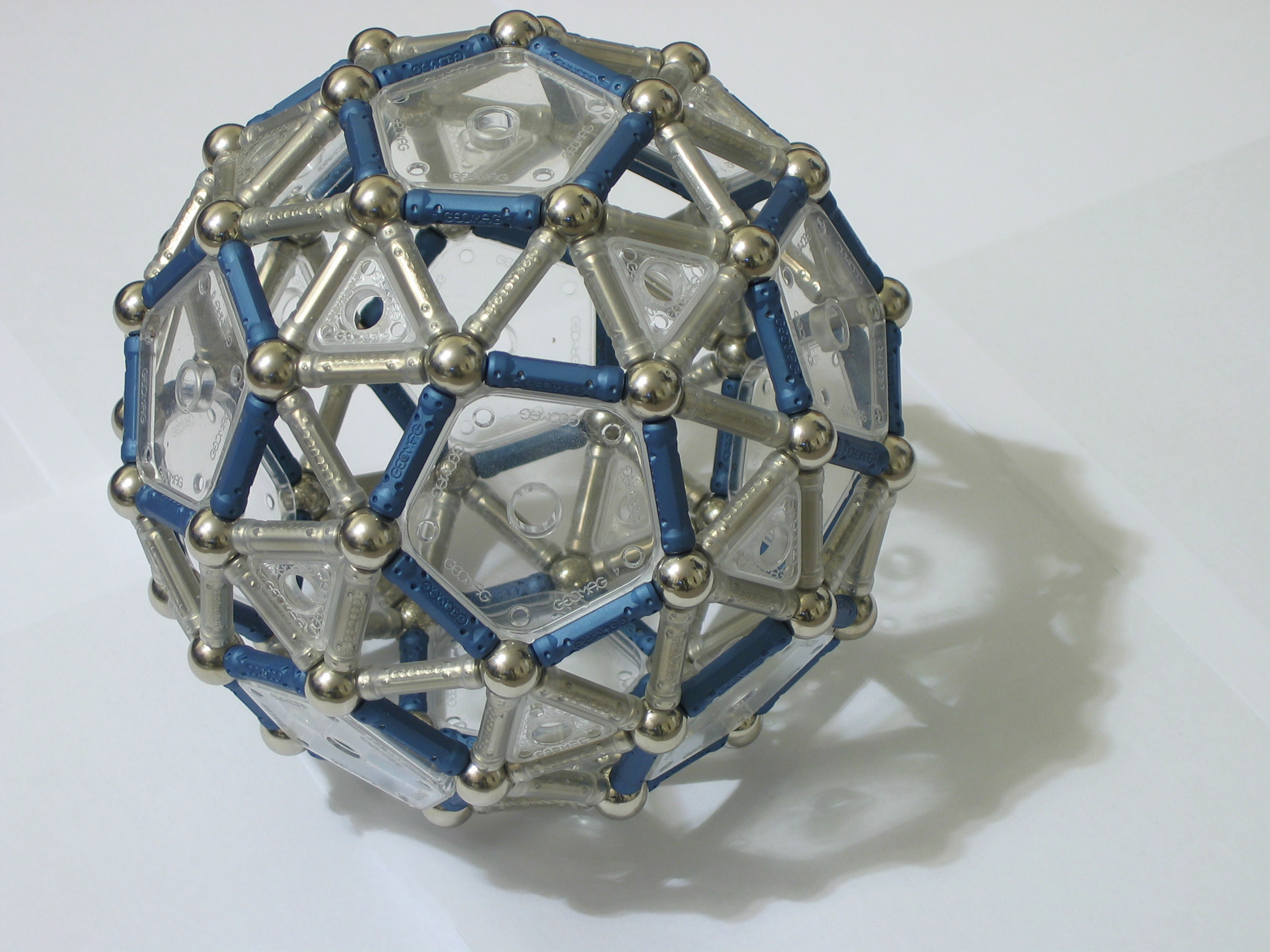
Geomag dodécaèdre adouci.

Geomag est une marque déposée d'un jouet magnétique résultant de l'invention de Claudio Vicentelli, propriétaire du brevet en 1998. Initialement produit en Sardaigne et commercialisé par Plastwood srl, il est produit depuis 2003 à Novazzano, en Suisse, d'abord par Geomag SA et aujourd'hui par Geomagworld SA. 
Il consiste principalement en des boules plaquées au nickel (sphères) et des bâtonnets courts avec un aimant de chaque côté (tiges). Il existe également des panneaux pour solidifier davantage la structure et économiser des sphères et des bâtonnets. Les modèles sont construits en connectant par magnétisme les tiges aux sphères. 
Geomag a été nommé « 2005 Toy of the Year », Jouet de l'année 2005 par la « Toy Industry Association ». Geomag a mis à jour sa ligne en introduisant la chaîne « Geomag Gift » au début de 2006.